# Pierre-Marie-François Ogé
Pour les articles homonymes, voir Ogé.
Pierre-Marie-François Ogé, né le 24 mars 1849 à Saint-Brieuc et mort le 5 juin 1913 à Paris, est un sculpteur français.

## Biographie
Pierre-Marie-François Ogé est le fils et l'élève du sculpteur Pierre-Marie Ogé (1817-1867),.

## Œuvres
- Paris, parc des Buttes-Chaumont : Le Pilleur des mer, 1883, statue en bronze, envoyée à la fonte sous le régime de Vichy dans le cadre de la mobilisation des métaux non ferreux. Le modèle en plâtre fut présenté au Salon de Paris en 1880[5].

- Saint-Brieuc :

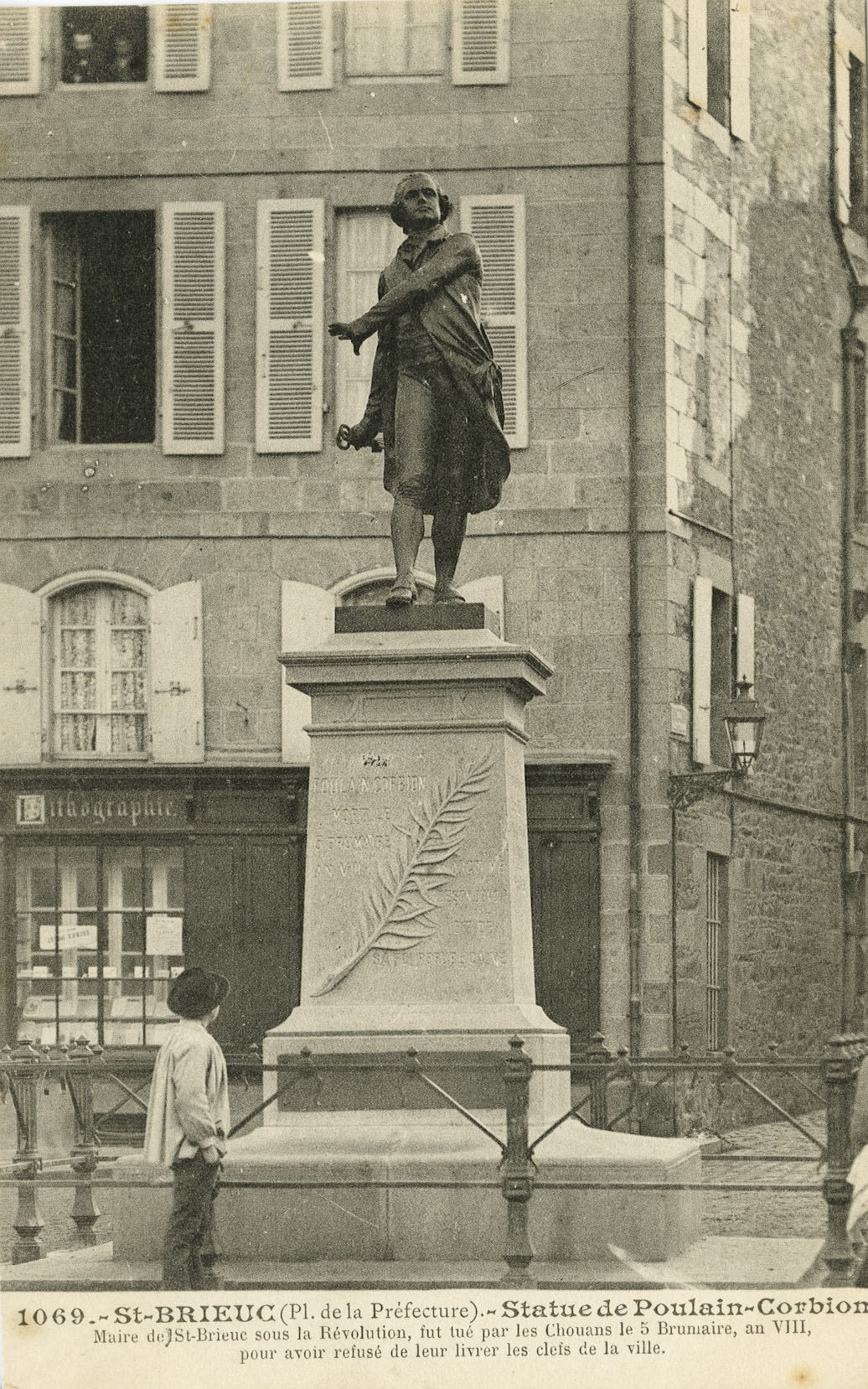
Monument à Jean-François-Pierre Poulain de Corbion, 1889, Saint-Brieuc.

  - cathédrale Saint-Étienne : Orant de Mgr Bouché (1828-1888)[réf. nécessaire].
  - avenue du Tertre Notre-Dame : Vierge à l'Enfant, 1866, groupe en marbre[6].
  - cimetière de l'Ouest : Monument aux enfants de Saint-Brieuc morts pour la patrie en 1870-1871, 1892, statue en bronze[7].
  - cimetière Saint-Michel : Pierre-Marie Ogé, buste en bronze ornant la tombe du père de l'artiste[8].
  - place Général de Gaulle : Monument à Jean-François-Pierre Poulain de Corbion, 1889, statue en bronze, envoyée à la fonte sous le régime de Vichy[9].

- Localisation inconnue :
  - Fustel de Coulanges, buste, achat de l'État[10] ;
  - Virginie[11] ;
  - Anne de Bretagne[11] ;
  - Buste de l'abbé Jules Collin[11] ;
  - Buste de mon père, terre cuite[11] ;
  - Félix Faure, 1896[11] ;
  - L'Oiseau bleu[11].

## Collaborateurs
- Paul Guibé (1841-1922)